# Manlio Castiglioni
Manlio Castiglioni (Milano, 1897 – 1968) è stato un geografo e cartografo italiano.

## Biografia
È autore di saggi filosofici, nonché curatore degli Scritti di estetica di Alfredo Gargiulo. è stato dirigente del Touring Club Italiano e figura tra i redattori dell'Atlante internazionale del Touring Club Italiano. Appassionato di alpinismo è stato socio della Società Escursionisti Milanesi, passione condivisa con i fratelli Bruno ed Ettore, ma anche con altri soci Alpinisti tra i quali Vitale Bramani, con il quale ha effettuato due prime ascensioni.
Tra i suoi scritti: Il poema eroico di Federico Nietzsche (1924), Vico e il problema dell'arte (1929); Friedrich Nietzsche, Pagine scelte dagli scritti di F. N. (1933), antologia per le scuole medie superiori). È noto per la sua opera Europa e mondo attraverso due guerre (1943).